# Psoralea palmeri
Psoralea palmeri är en ärtväxtart som beskrevs av Ockendon. Psoralea palmeri ingår i släktet Psoralea och familjen ärtväxter. Inga underarter finns listade i Catalogue of Life.